# San Martín de Porres (telenovela)
San Martín de Porres fue una telenovela mexicana de 1964. Producida por Valentín Pimstein y protagonizada por René Muñoz, Magda Guzmán, Josefina Escobedo, Adriana Roel, cuenta con las actuaciones estelares de Jorge del Campo, Raúl Meraz, Jorge Mondragón y la actriz cubana Carmita Ignarra.

## Elenco
- René Muñoz - San Martín de Porres
- Magda Guzmán - Ana Velázquez
- Josefina Escobedo - Doña Isabel
- Adriana Roel - Juana de Porres
- Jorge del Campo - Rodrigo
- Raúl Meraz - Juan de Porres
- Jorge Mondragón - Mateo Pastor
- Guillermo Orea - Fray Barragán
- Augusto Benedico - Padre Prior
- Carlos Cámara
- Yerye Beirute - Fray Felipe
- Gerardo del Castillo - Álvaro de Calderón
- Enrique Díaz Indiano - Don Diego de Miranda
- Manolo García  - Agustín Galán de la Magdalena
- Carmita Ignarra - Francisca
- Martha Zamora - Catalina
- José Roberto Hill - Francisco
- Carlos Pouliot - don Juan del Villar

## Versiones
- En 1968 se hizo una nueva versión en Brasil, Santo Mestiço con Sérgio Cardoso.

- Datos: Q16628464